# Dirk Heidolf
Dirk Heidolf (* 14. September 1976 in Karl-Marx-Stadt) ist ein ehemaliger deutscher Motorradrennfahrer. Der gelernte Maurer beendete nach der Saison 2007 seine aktive Karriere.
Danach gründete er sein eigenes Team Racing Team Germany, das während der Saison 2016 an PrüstelGP verkauft wurde. In seinen Diensten fuhren u. a. Sandro Cortese, Louis Rossi, Efrén Vázquez, Alexis Masbou und John McPhee, die für Heidolfs Team insgesamt sieben Rennen auf Aprilia, FTR, Honda und Peugeot gewinnen konnten.

## Statistik

### Ergebnisse
- 2001 – IDM 250 cm³, Platz 2
- 2002 – Motorrad-WM 250 cm³, Aprilia, 17 Punkte, Platz 20
- 2003 – Motorrad-WM 250 cm³, Aprilia, 26 Punkte, Platz 21
- 2004 – Motorrad-WM 250 cm³, Aprilia, 13 Punkte, Platz 23
- 2005 – Motorrad-WM 250 cm³, Honda, 13 Punkte, Platz 22
- 2006 – Motorrad-WM 250 cm³, Aprilia, 15 Punkte, Platz 21
- 2007 – Motorrad-WM 250 cm³, Aprilia, 24 Punkte, Platz 20

### Grand Prix-Siege als Teamchef
| Saison | Klasse  | Rennen                |
| ------ | ------- | --------------------- |
| 2011   | 125 cm³ | Tschechien Australien |
| 2012   | Moto3   | Frankreich            |
| 2014   | Moto3   | Indianapolis Malaysia |
| 2015   | Moto3   | Katar                 |
| 2016   | Moto3   | Tschechien            |